# Phoxinellus
Phoxinellus és un gènere de peixos de la família dels ciprínids i de l'ordre dels cipriniformes.

## Taxonomia
- Phoxinellus alepidotus (Heckel, 1843)[3]
- Phoxinellus dalmaticus (Zupanic & Boguskaya, 2000)[4]
- Phoxinellus libani (Lortet, 1883)
- Phoxinellus pseudalepidotus (Bogutskaya & Zupancic, 2003)[5]
- Phoxinellus pstrossii (Steindachner, 1882)[6][7][8][9][10]